# Brown Sugar (chanson des Rolling Stones)
Pour les articles homonymes, voir Brown Sugar.
 (novembre 2013).
Si vous disposez d'ouvrages ou d'articles de référence ou si vous connaissez des sites web de qualité traitant du thème abordé ici, merci de compléter l'article en donnant les références utiles à sa vérifiabilité et en les liant à la section « Notes et références ».
Singles de The Rolling Stones
Honky Tonk Women
(1969) Wild Horses
(1971)
Pistes de Sticky Fingers
Sway
Brown Sugar est une chanson des Rolling Stones, parue en 1971 sur l'album Sticky Fingers. Elle a été écrite par Mick Jagger.

## Historique
Souvent jouée sur scène, cette chanson parle d'une esclave noire vendue sur un marché de La Nouvelle-Orléans et qui devient l'objet sexuel de tous ses maîtres blancs, qui vantent ses mérites et notamment son goût (d'où le refrain : « brown sugar », en français « sucre brun »), montrant une forme de dépendance. Au-delà de l'allusion à l'attirance sexuelle pour les femmes noires, le titre fait aussi référence à la drogue puisque « brown sugar » est un mot argotique américain pour désigner l'héroïne brune. La chanson est donc polysémique puisqu'elle peut parler aussi de la dépendance des jeunes Blancs pour la drogue, en usant du vocabulaire de l'esclavage. En 2021, le groupe cesse de la jouer sur scène aux États-Unis, le texte étant décrié par des personnes féministes notamment choquées par la connotation sadomasochiste d'évocations explicites de la violence contre les esclaves (coups de fouet) et/ou rejetant ses allusions à l'esclavage. Le groupe a été accusé d'être raciste, sexiste, de glorifier le viol, la torture et la pédophilie à travers les paroles de cette chanson, d'autant que Mick Jagger y relie son attirance personnelle pour des femmes de couleur à des abus sexuels commis par des propriétaires d'esclaves.
Auteur de ce texte, Mick Jagger aurait été inspiré par Claudia Lennear, l'une des choristes de Ike Turner ou Marsha Hunt, il a aussi composé la musique. Sur cette chanson, Keith Richards dira lui-même : « Je suis le maître du riff. Le seul que j'ai loupé et que Mick a trouvé, c'est “Brown Sugar”, et je dis chapeau. Là, il m'a bluffé. Je l'ai arrangé un petit peu, mais c'est bien lui, paroles et musique. »

## Musiciens
The Rolling Stones
- Mick Jagger – chant, castagnettes, maracas
- Keith Richards – guitare rythmique, guitare acoustique
- Mick Taylor – guitare solo
- Bill Wyman – basse
- Charlie Watts – batterie

## Musiciens additionnels
- Ian Stewart – piano
- Bobby Keys – saxophone ténor